# Hoàn Y
Hoàn Y (tiếng Trung: 桓伊; bính âm: Huán Yī, ? – 391) là tướng lãnh nhà Đông Tấn trong lịch sử Trung Quốc.

## Xuất thân
Y tự Thúc Hạ, tên lúc nhỏ (tiểu tự) là Dã Vương hay Tử Dã , người huyện Chí, nước (quận) Tiếu . Y là cháu họ (tộc tử) của danh tướng Hoàn Tuyên; cha là Hoàn Cảnh, cũng là bậc tài cán đương thời, được làm quan đến Thị trung, Đan Dương doãn, Trung lĩnh quân, Hộ quân tướng quân, Trường Xã hầu.
Y có tài võ nghệ, tính thông minh, giản dị, được Vương Mông, Lưu Đàm xem trọng, lần lượt được làm Tham quân sự ở các phủ của họ, dần thăng làm tham quân cho Đại tư mã Hoàn Ôn. Bấy giờ Tiền Tần cương thịnh, biên thùy nhiều nỗi lo, triều đình bàn bạc chọn người có thể chiến đấu bảo vệ lãnh thổ, bèn thụ Y làm Hoài Nam thái thú. Nhờ tổ chức phòng ngự có phương pháp, Y được tiến làm Đốc Dự Châu chi 12 quận, Dương Châu chi Giang Tây 5 quận quân sự, Kiến uy tướng quân, Lịch Dương thái thú, Hoài Nam thái thú như cũ.

## Sự nghiệp
Tháng 8 ÂL năm Thái Hòa thứ 5 (370), Hoàn Ôn vây con trai phản tướng Viên Chân (đã mất) là Viên Cấn ở Thọ Xuân. Tháng giêng ÂL năm sau (371), tướng Tiền Tần là bọn Vũ vệ tướng quân Vương Giám, Tiền tướng quân Trương Hào đem 2 vạn bộ kỵ cứu viện Viên Cấn, Ôn sai Y cùng bọn Nam Đốn thái thú Hoàn Thạch Kiền đón đánh ở Thạch Kiều, đại phá địch. Trong tháng ấy, quân Tấn chiếm được Thọ Xuân, Ôn bắt cả họ của Viên Cấn về Kiến Khang để chém đầu.  Y nhờ công được phong Tuyên Thành huyện tử, tiến làm Đô đốc Dự Châu chư quân sự, Tây trung lang tướng, Dự Châu thứ sử.
Tháng 9 ÂL năm Thái Nguyên đầu tiên (376), Hoàn Xung muốn giải vây cho Tiền Lương, sai Y đem quân uy hiếp Thọ Dương (tức Thọ Xuân, nay phải kiêng húy Trịnh A Xuân, mẹ của Tấn Giản Văn đế, lên ngôi cuối năm 371) của Tiền Tần. Nhưng Tiền Tần đã diệt được Tiền Lương, nên Xung bãi binh. 
Tháng 9 ÂL năm thứ 8 (383), Y theo Tiền phong đô đốc Tạ Huyền đem 8 vạn binh kháng cự đại quân Tiền Tần. Tháng 11 ÂL, quân Tấn đại thắng ở trận Phì Thủy,  Y nhờ công được phong Vĩnh Tu huyện hầu, tiến hiệu Hữu quân tướng quân, ban trăm vạn tiền, ngàn tấm vải may áo khoác.
Y ở Dự Châu 10 năm, vỗ về dân chúng bản địa, rất được lòng người. Hoàn Xung mất (384), Y được thăng làm Đô đốc Giang Châu, Kinh Châu 10 quận, Dự Châu 4 quận quân sự, Giang Châu thứ sử, tướng quân như cũ, giả tiết. Y đến trấn, lấy cớ biên cảnh không còn nỗi lo, nên lấy việc khoan dung thể tuất nhân dân làm trọng, bèn dâng sớ cho rằng Giang Châu trống rỗng, lại thêm liên tiếp mấy năm mất mùa, nay có hơn 56000 hộ, nên tinh hợp huyện nhỏ, bỏ nợ gạo của các quận, dời châu trị về Dự Chương. Triều đình giáng chiếu dời châu trị về Tầm Dương, còn lại đều nghe theo. Y tùy nghi cứu giúp, vỗ về, trăm họ được nhờ. Sau nhiều năm ở địa phương, Y được trưng về triều làm Hộ quân tướng quân, được đem theo ngàn người của phủ Hữu quân, phối vào phủ Hộ quân.
Tháng 11 ÂL năm Thái Nguyên thứ 6 (391), Y mất khi đang ở chức, được tặng Hữu tướng quân, gia Tán kỵ thường thị, thụy là Liệt.

## Gia đình
Em trai là Hoàn Bất Tài, tham gia đánh dẹp khởi nghĩa Tôn Ân, được làm đến Quan quân tướng quân.
Con trai là Hoàn Túc Chi được kế tự. Túc Chi mất, con Túc Chi là Hoàn Lăng được kế tự. Nhà Lưu Tống thay ngôi nhà Đông Tấn, hầu quốc của nhà họ Hoàn bị trừ bỏ.

## Tính cách
Y tính khiêm tốn, trong sạch, dẫu có công lớn, nhưng trước sau không đổi. Y giỏi âm nhạc, nắm hết cái hay đương thời, được khen là "Giang tả đệ nhất". Y có cây địch (sáo ngang) Kha Đình (柯亭笛) do Thái Ung chế tác, luôn dùng nó để thổi. Danh sĩ Vương Huy Chi (con trai thứ 5 của Vương Hy Chi) trở về kinh sư, đỗ thuyền bên bờ Thanh Khê. Y ở trên bờ đi ngang qua, khách trong thuyền gọi tên lúc nhỏ của ông mà rằng: "Đây là Hoàn Dã Vương đấy." Hai người vốn không quen nhau, nhưng Huy Chi lại khiến người nói với Y rằng: "Nghe nói anh giỏi thổi địch, thử làm một bản xem sao." Y bấy giờ đã hiển hách, nhưng vốn nghe tiếng của Huy Chi, nên vẫn xuống xe, ngồi ghế xếp (hồ sàng) thổi lên 3 điệu, dứt nhạc liền lên xe bỏ đi. Rốt cục hai người không nói với nhau lời nào.
Bấy giờ con rể của Tạ An là Vương Quốc Bảo mưu cầu lợi ích, không giữ hạnh kiểm; An ghét cách làm người ấy, luôn ức chế hắn ta. Cuối đời, Tấn Hiếu Vũ đế thích rượu ham sắc, còn Cối Kê vương Tư Mã Đạo Tử hôn ám quá lắm, chỉ gần gũi kẻ siểm nịnh. Vì vậy Quốc Bảo gièm pha, a dua để ly gián vua tôi, nhằm vào công danh đang vào lúc cực thịnh của An, gây ra hiềm khích giữa An với anh em hoàng đế. Lần nọ đế triệu Y ăn tiệc, có An ngồi hầu. Đế mệnh Y thổi địch, ông tỏ vẻ thuận theo, lập tức thổi 1 khúc nhạc, rồi buông địch nói: "Thần đàn tranh không bằng thổi địch, nhưng tự thấy đủ để diễn xướng, xin phép vừa đàn vừa hát, còn xin thêm một người thổi địch." Đế chuộng giai điệu thư sướng ấy, liền sắc ngự kỹ thổi địch. Y lại nói: "Người của nội phủ phối hợp với thần ắt không tốt, thần có đứa ở, giỏi cùng nhau diễn tấu." Đế càng thích thái độ thẳng thắn ấy, bèn cho triệu kẻ ấy. Đứa ở thổi địch, còn Y gảy tranh mà ca bài Oán ca hành: "Vi quân kí bất dịch, vi thần lương độc nan. Trung tín sự bất hiển, nãi hữu kiến nghi hoạn. Chu Đán tá Văn Vũ, Kim Đằng công bất khan. Thôi tâm phụ vương chánh, nhị thúc phản lưu ngôn." (tạm dịch: Làm vua đã không dễ, làm tôi thật cũng khó. Việc trung tín không rõ, thì phải chịu nghi ngờ. Chu Đán giúp Văn, Võ, kim đằng không bỏ mất. Dốc lòng giúp nhà vua, hai em đồn làm phản.) Giọng hát và điệu nhạc khẳng khái, cả hai đều tuyệt hay. An chảy nước mắt ướt đẫm vạt áo, bước ra khỏi chỗ ngồi đến bên Y, vuốt râu của ông mà nói: "Sứ quân chuyến này bất phàm." Đế rất lấy làm hổ thẹn.  
Sau trận Phì Thùy, Y giành được 100 bộ trang bị kỵ binh, 500 bộ khải giáp bộ binh của quân đội Tiền Tần, đều để lại Tầm Dương chứ không đem về kinh. Y đã làm sẵn tờ biểu, lệnh cho con trai sau khi mình mất thì dâng lên triều đình, xin nộp lại số chiến cụ ấy. Triều đình giáng chiếu khen ngợi lòng trung thành của Y và thu nhận.

## Thành ngữ liên quan
- Nhất vãng thâm tình (一往深情), ý nói gởi gắm rất nhiều tình cảm.
Nguồn gốc: Y giỏi hát Vãn ca, đương thời cùng Dương Đàm tấu nhạc, Viên Sơn Tùng hát Hành lộ nan, được khen là Tam tuyệt. [7] Y mỗi khi nghe Vãn ca [d], liền hô lên "Nại hà!" (tạm dịch: Làm sao đây, tiếng kêu than trong tang lễ) Tạ An nghe được việc ấy thì nói: "Tử Dã khả vị nhất vãng hữu thâm tình." (tạm dịch: Tử Dã có thể nói là rất gởi gắm rất nhiều tình cảm <cho Vãn ca>.) [6]